# Harry Freeman (gyeplabdázó)
Harry Scott Freeman (Staines-upon-Thames, Surray, 1876. február 7. – Wycombe, Buckinghamshire, 1968. október 5.) olimpiai bajnok brit gyeplabdázó.
A londoni 1908. évi nyári olimpiai játékokon indult, mint gyeplabdázó. Ezen az olimpián négy brit csapat is indult, de mindegyik külön nemzetnek számított. Ő az angol válogatott tagja volt. Az ír válogatottat győzték le a döntőben.
A Nemzetközi Gyeplada Szövetség elnökségi tagja is volt. Később több angol evezős és vitorlás szövetség tagja is volt.